# Araneus iguacu
Araneus iguacu este o specie de păianjeni din genul Araneus, familia Araneidae, descrisă de Levi, 1991. Conform Catalogue of Life specia Araneus iguacu nu are subspecii cunoscute.